# Palais Barbaran da Porto
Le palais Barbaran da Porto (en italien : Palazzo Barbaran da Porto) est une résidence urbaine d'Andrea Palladio sise contrà Porti 11 à Vicence, dans la province homonyme et la région Vénétie, en Italie.
Construit entre 1570 et 1575, le palais est actuellement le siège du musée Palladio et du Centro internazionale di studi di architettura Andrea Palladio (CISA Palladio).
Après vingt ans de restauration soignée, le palais est rouvert au public en 1998 et accueille au mois de mars 1999 une exposition, l’une des activités du musée.
Vingt-quatre villas palladiennes et le centre historique de la ville de Vicence sont inscrits sur la liste du patrimoine mondial de l'UNESCO.

## Historique
La fastueuse résidence pour le noble vicentin Montano Barbarano est le seul grand palais de ville intégralement réalisé par Andrea Palladio. En témoignage des goûts culturels du commanditaire, Iacopo Marzari, dans son Historia de Vicenza publiée en 1591, se souvient de Montano Barbarano comme d'un homme « excellant dans les belles lettres et dans la musique » ; différentes flûtes sont reportées dans un inventaire de 1592, confirmant l'existence dans le palais d'une intense activité musicale.

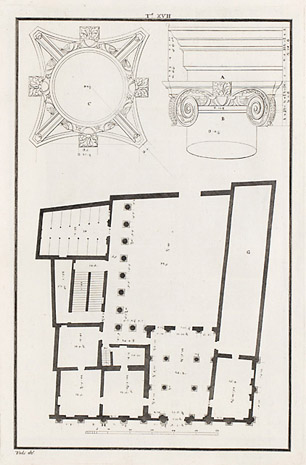
Plan du palais Barbaran da Porto et dessins d'un chapiteau ionique, dus à Ottavio Bertotti Scamozzi, 1776.

Trois dessins autographes, conservés au Royal Institute of British Architects à Londres et référencés XVI/14A, XVI/14B et XVI/14C illustrent les différentes hypothèses envisagées pour le plan de l'édifice, fortement éloigné de celui réalisé, et témoignent d'une évolution conceptuelle complexe. Barbarano demande en effet à l'architecte de tenir compte de l'existence de plusieurs maisons appartenant à sa famille déjà présentes sur le terrain du nouveau palais ; puis, alors que la quasi-totalité de l'aile droite du palais est achevée, il acquiert deux autres terrains bâtis contigus au côté gauche de la propriété foncière, destinés à l'agrandissement du palais. Comme la partie déjà construite du nouveau palais est conservée, l’adjonction de deux axes a pour conséquence l'apparence asymétrique de sa façade, avec son portail d'entrée décalé vers la droite.
En tout cas, les contraintes liées à la configuration du site et aux exigences du commanditaire offrent l’occasion de solutions techniques et artistiques courageuses et raffinées. L’intervention et l’expression de Palladio sont magistrales, et il élabore un plan de restructuration sophistiqué, intégrant les différentes structures préexistantes dans un édifice unitaire.

## Description
Au rez-de-chaussée, un magnifique atrium à quatre colonnes relie les deux corps de bâtiment préexistants. Pour sa réalisation, l'architecte doit résoudre deux problèmes. Le premier, statique, est de soutenir le sol du grand salon du piano nobile ; le deuxième, de composition, est de rendre une apparence symétrique à un environnement pénalisé par le périmètre irrégulier constitué par les murs des maisons préexistantes.
Sur la base du modèle des ailes du théâtre de Marcellus à Rome, Palladio subdivise l'espace en trois nefs, en disposant au centre quatre colonnes ioniques qui lui permettent de réduire l'étendue de la lumière des voûtes d'arêtes centrales, contreventées par des voûtes en berceau latérales. Il met ainsi en œuvre un système statiquement très efficace, en mesure de soutenir sans difficulté le sol du salon situé à l'étage au-dessus. Les colonnes centrales sont ensuite raccordées aux murs périphériques par un entablement rectiligne, qui absorbe l'irrégularité planimétrique de l'atrium : il réalise ainsi une sorte de système à serliennes, une solution conceptuellement similaire à celle utilisée pour les loggias de la Basilique palladienne. Même le type insolite de chapiteau ionique, dérivant du Temple de Saturne du Forum Romanum, est adopté car il permet de masquer les légères mais significatives rotations nécessaires afin d'aligner les colonnes et les demi-colonnes.

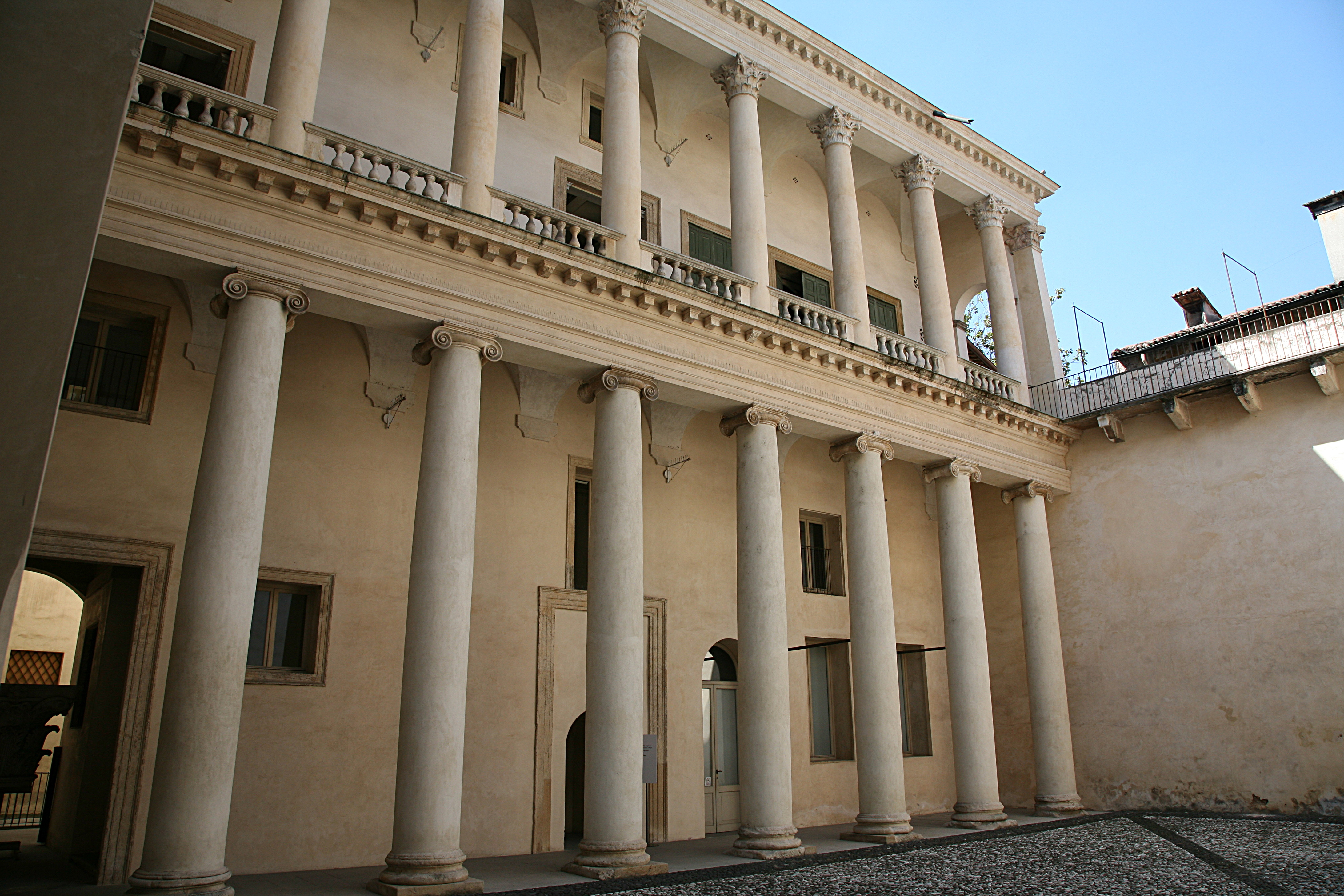
Loggia de la cour.
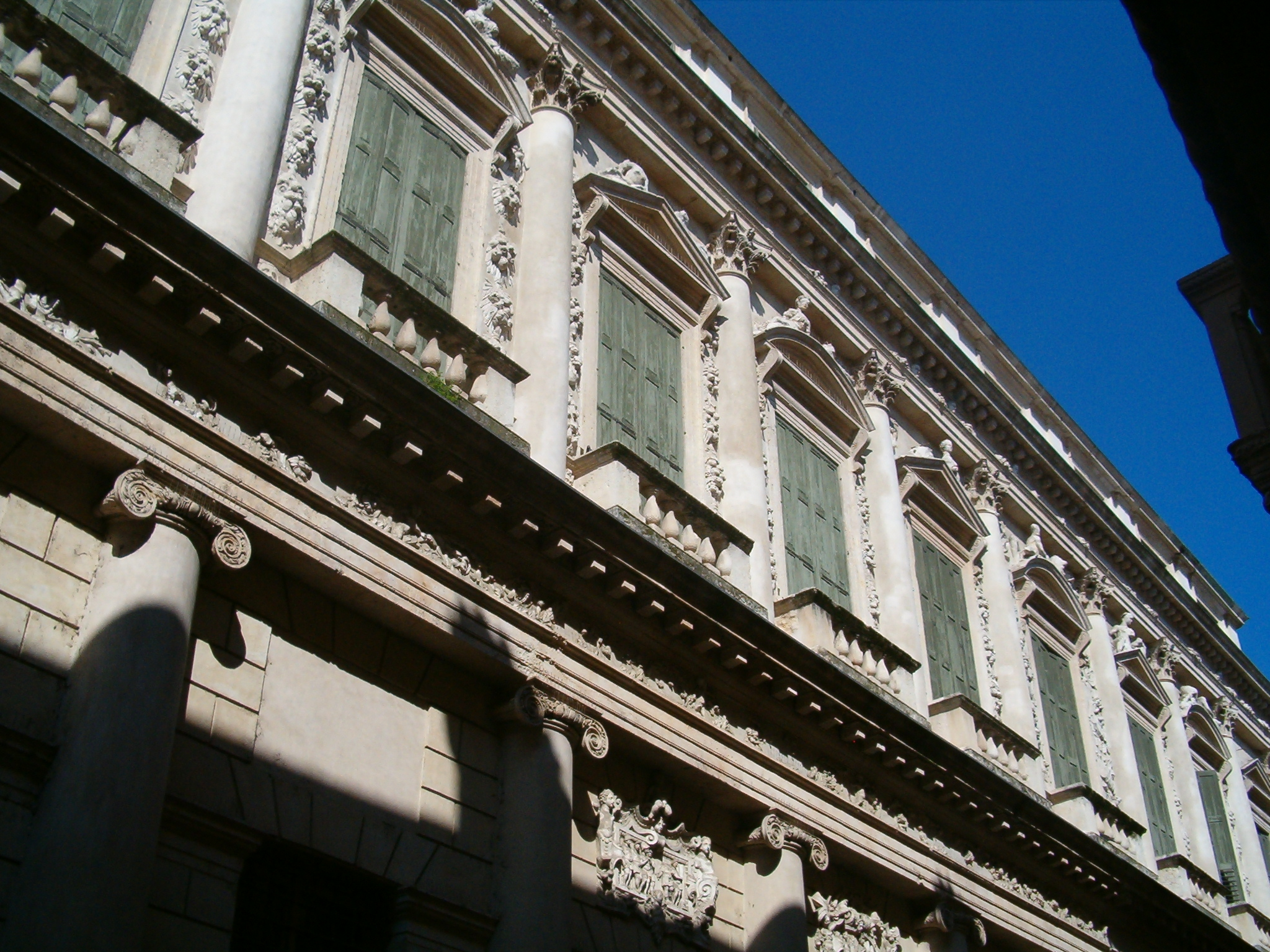
Fenêtres du piano nobile.

### Façade

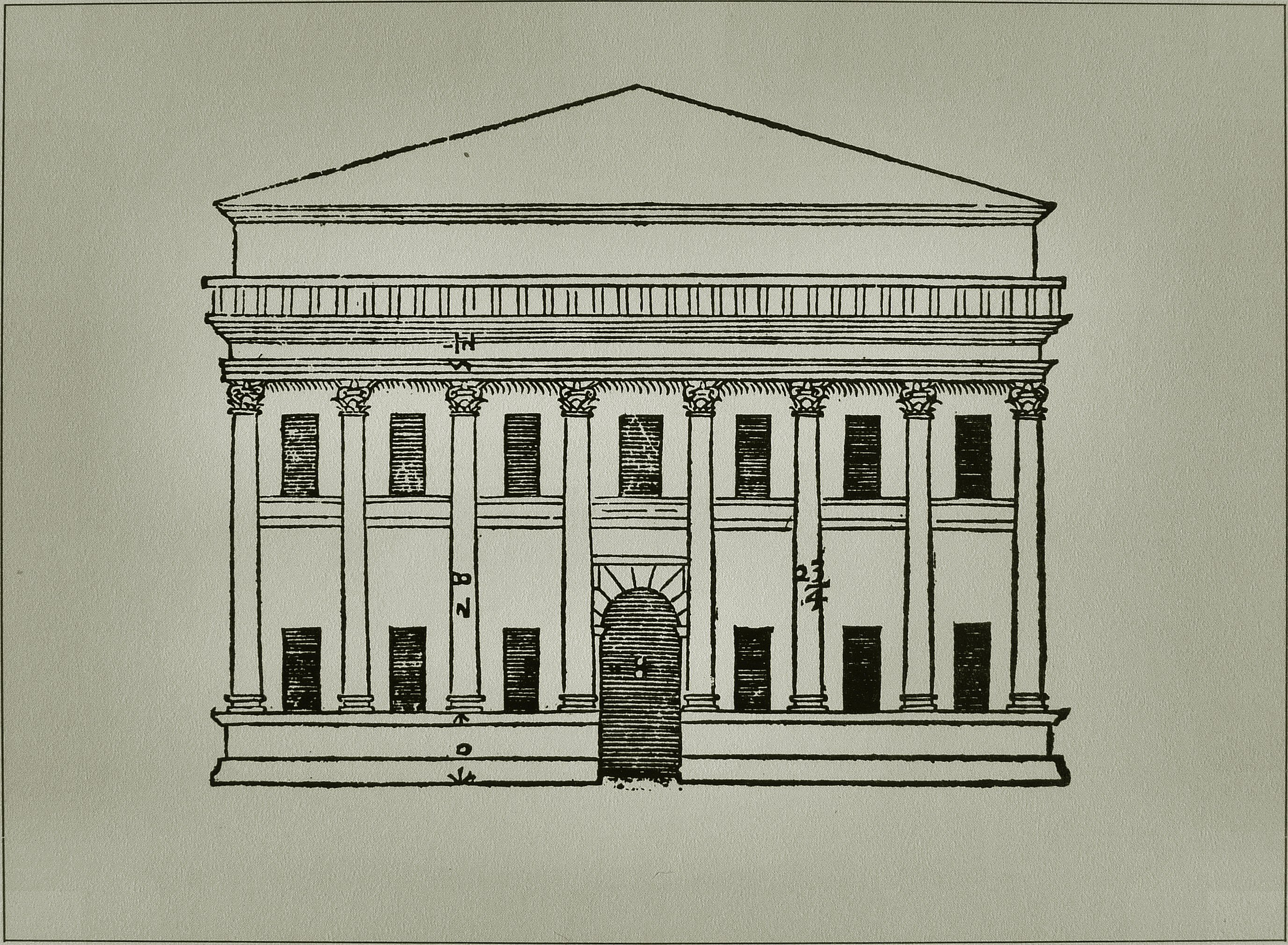
Projet de la façade, avec un ordre colossal, publié dans Les Quatre Livres de l'architecture.

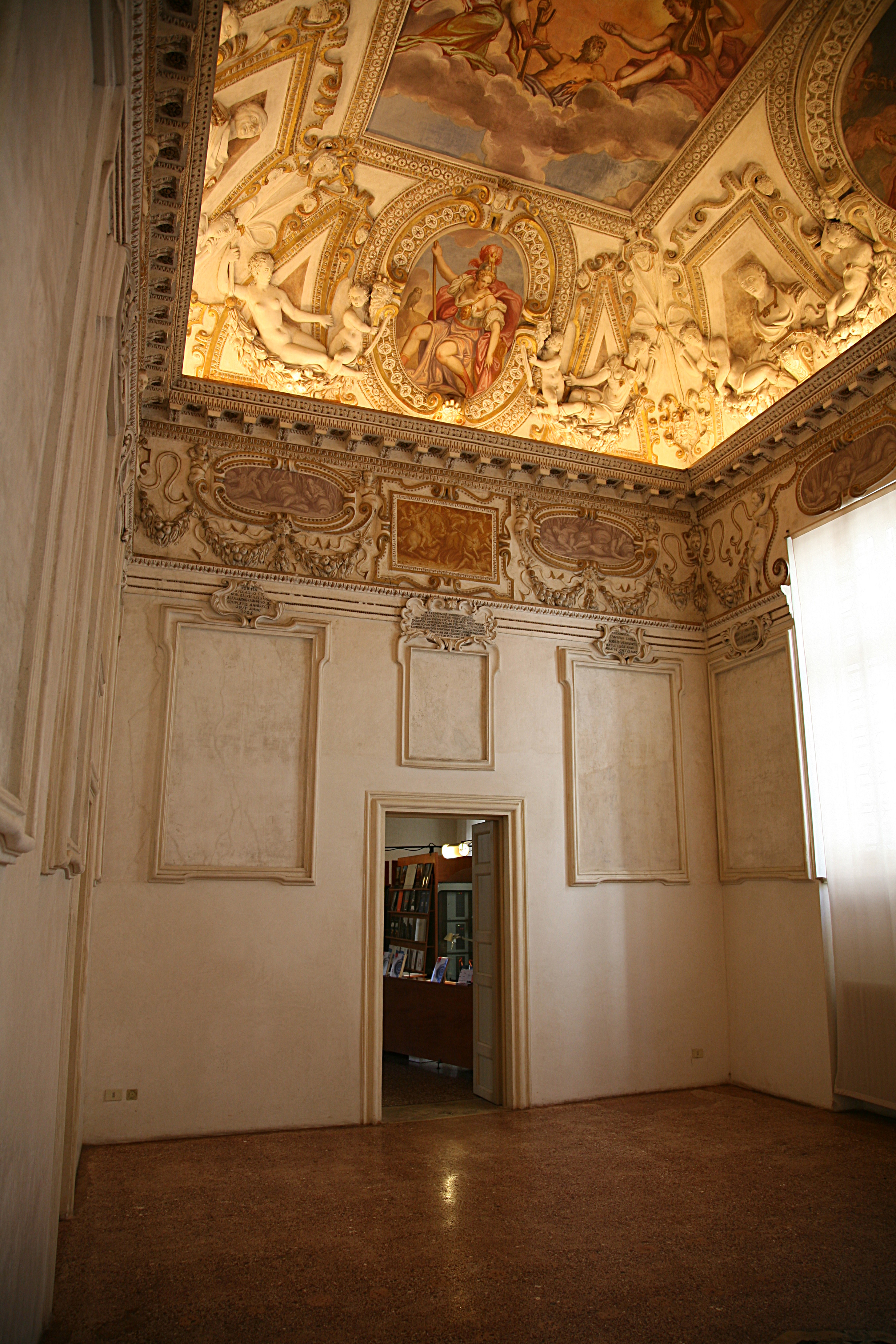
Décoration intérieure.

La façade représentative sur rue du palais est divisée en neuf travées, délimitée par dix colonnes pour chacun des deux niveaux, dégagées aux trois-quarts du mur. Dans son traité d’architecture, Palladio envisage son traitement par l’utilisation soit de colonnes colossales, soit d’une superposition de colonnes ioniques et corinthiennes. En raison probablement de l’étroitesse de la contrà Porti, la deuxième solution est choisie afin d’éviter une sensation oppressante que la rangée de colonnes colossales aurait procurée.
Au rez-de-chaussée, la base des colonnes repose directement sur le sol. Au-dessus du socle au crépi lisse, délimité par une corniche en saillie, sont percées des fenêtres bordées par des pilastres en pierres de taille dont les chapiteaux servent d’appui à la partie correspondant aux entresols, également en pierres de taille, dépourvue d’ouverture mais décorée par des reliefs représentant des personnages. Cependant, sur les deux axes de gauche issus de l’agrandissement déjà évoqué, l’emplacement existe mais ne possède pas cette décoration. Un entablement à frise ionique orné de guirlandes en stuc surmonte cet étage du socle.
Le piano nobile, avec sa riche ornementation, contraste avec la relative monotonie de l’ordonnancement des pierres de taille de l’étage inférieur. Les entrecolonnements sont occupés par neuf fenêtres, dont la balustrade du balcon forme une avancée, surmontées, selon une alternance régulière, de frontons triangulaires et d'arcs bombés. Sur chacun des frontons  reposent deux statues, d'où partent des guirlandes décoratives en stuc comblant l'espace entre les moulures des fenêtres et les colonnes.
La façade est par ailleurs animée par un jeu d'ombre et de lumière, grâce à l'articulation de son mur en plusieurs niveaux de relief due aux colonnes, moulure et balcon des fenêtres, frontons et ornements.

### Décoration
Pour la décoration du palais, Monteno Barbarano fait appel, à plusieurs reprises, à quelques grands artistes de son temps : Giovanni Battista Zelotti, déjà intervenu pour la décoration de plusieurs villas palladiennes, Anselmo Canera et Andrea Vincentino. Les stucs sont confiés à Lorenzo Rubini, auteur à la même période de la décoration extérieure de la loggia del Capitanio, et, après sa mort survenue en 1574, à son fils Agostino.
Le résultat est un palais somptueux en mesure de rivaliser avec les demeures des Thiene, des Porto et des Valmarana. Il permet à Monteno Barbarano de s'affirmer dans la cité vicentine comme l'un des principaux membres de son élite culturelle.

### Source de traduction
- (it) Cet article est partiellement ou en totalité issu de l’article de Wikipédia en italien intitulé « Palazzo Barbaran da Porto » (voir la liste des auteurs) dans sa version du 19 mars 2010. Il est lui-même issu du texte relatif au Palazzo Barbaran, sur le site du CISA, lequel a autorisé sa publication[4].